# Сельскохозяйственные машины

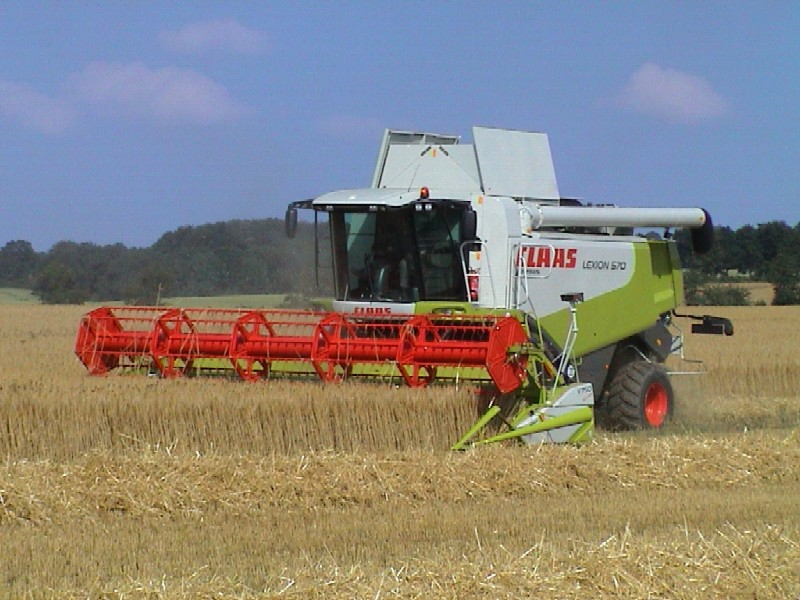
Немецкий зерноуборочный комбайн

Сельскохозяйственные машины — вид сельскохозяйственной техники.

## История
Сельскохозяйственные машины — одно из самых революционных изобретений современной техники. За последние 300 лет прогресс в развитии сельскохозяйственной техники изменил характер работы и производства пищи во всём мире.
Первый человек, перешедший от охоты и собирательства к земледелию, работал голыми руками, лишь иногда применяя палки и камни. Такие орудия труда как ножи, косы и деревянные плуги появились спустя некоторое время и доминировали в земледелии тысячи лет.
С наступлением промышленной революции и развитием техники, методы земледелия совершили большой скачок вперёд. Вместо уборки зерновых культур вручную при помощи острых лезвий, стали применять колёсные машины, способные срезать больший объём за один проход. Вместо молотьбы вручную, стали применять молотилки, которые сразу отделяли семена от других частей растений.
Молотилки требовали много энергии, которую вначале давали лошади и другие домашние животные. С изобретением паровой тяги появились компактные двигатели, а затем и тракторные двигатели — многоцелевые источники энергии, которые приводили в движение сельскохозяйственные машины.

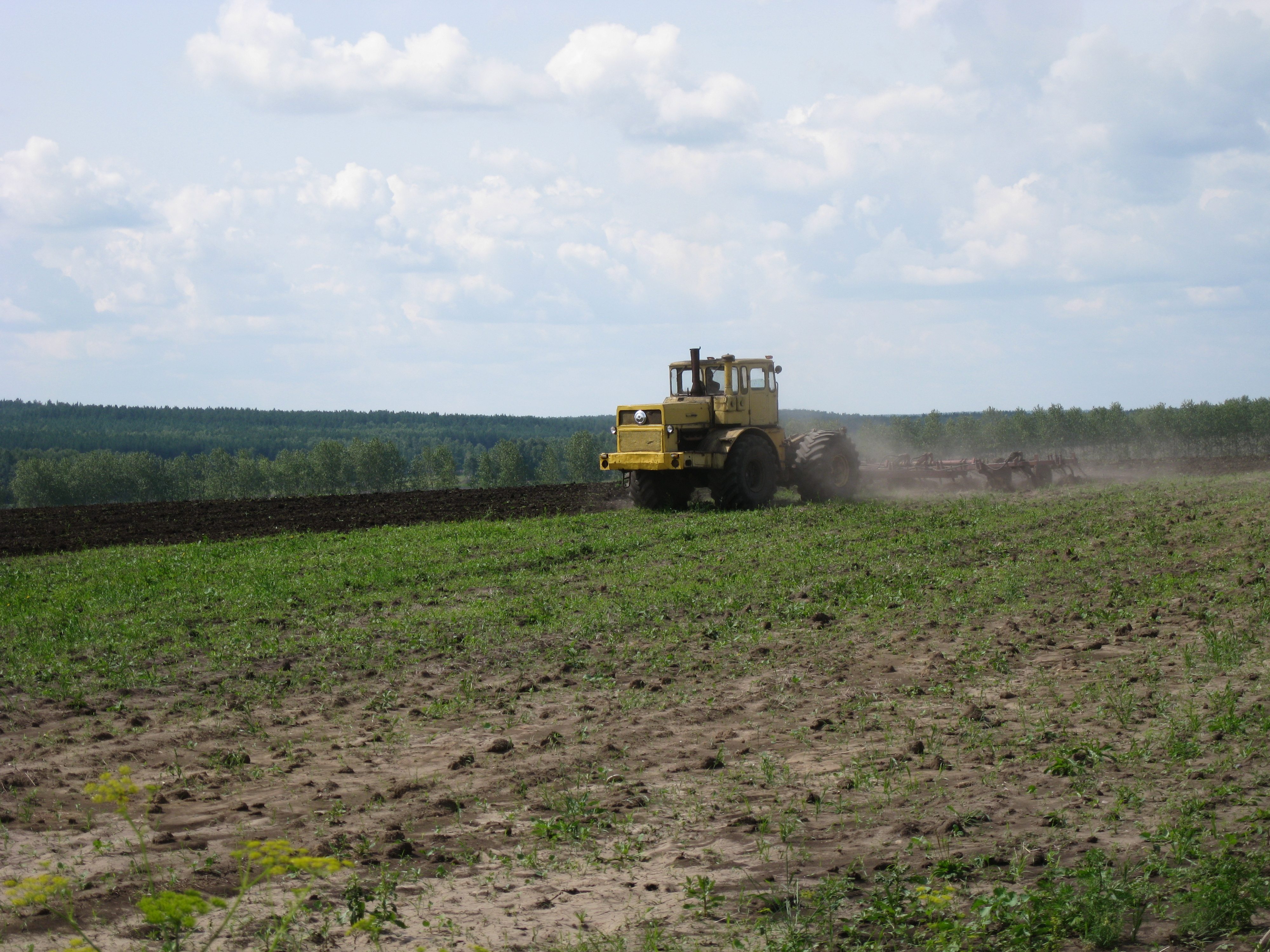
Вспашка поля трактором К-701

Бензиновые, а позже и дизельные двигатели стали основными источниками энергии в последующих поколениях тракторов. Они также способствовали развитию уборочных комбайнов и молотилок. Вместо скашивания ботвы и транспортировки её к стационарным молотилкам, комбайны сделали возможным скашивание, обмол и разделение зерновых уже по ходу движения в поле.

## Типы сельскохозяйственных машин
Несмотря на многофункциональность комбайнов, трактора до сих пор выполняют большинство работы на современных фермах. Они используются для передвижения оборудования — машин, которые вспахивают землю, сеют семена или же выполняют несколько операций сразу.
Пахотные машины подготавливают почву к посадке путём её рыхления, уничтожения сорняков и конкурирующих растений. Самым известным данного рода приспособлением является плуг — древнее орудие, которое было улучшено Джоном Диром. В настоящее время плуги используются реже, на смену им пришли дисковые машины, оборачивающие слой почвы, и чизельные машины, которые обрабатывают почву на нужную глубину, удерживая влагу.
Также широко распространены сеялки и сажалки. 
После посадки различные машины используются для борьбы с сорняками в междурядьях, внесения удобрений и пестицидов. Сенные прессы используются для плотной упаковки трав, в частности люцерны.
Так же используются грузовики, вертолёты и самолёты, и т. д.

## Новые технологии и будущее
Земледелие — одна из самых древних профессий, однако развитие и использование сельскохозяйственных машин сделало работу фермера редкостью: меньше 2% населения США сегодня заняты в сельском хозяйстве и эти два процента производят значительно больше еды, чем остальные 98% могут потребить. Если в начале XX века один фермер в США по примерным оценкам мог накормить 25 человек, то сегодня это отношение составляет 1:130. В современном производстве зерна один фермер может обеспечить зерновыми более тысячи человек. 
С продолжением совершенствования сельскохозяйственных машин, работа фермера станет ещё более специализированной и редкой. Современные уборочные машины и сеялки работают гораздо быстрее их предшественников. Сельскохозяйственные машины используют компьютеризированные системы контроля, GPS, программы автоматического управления делают современные машины более точными и менее расточительными в использовании топлива, семян и удобрений. 
В июне 2018 года Ассоциация производителей оборудования (Association of Equipment Manufacturers, AEM), оценивая те перспективы, которые ждут мировые отрасль и рынок сельскохозяйственной техники, заявила, что в ближайшем будущем тракторы и комбайны будут больше похожи на компьютеры, а процесс цифровизации и накопления данных поднимут производительность техники на более высокий уровень 
В 2019 году Европейская ассоциация сельскохозяйственного машиностроения (СЕМА) выделяла всё большую роль электроники и цифровых технологий в развитии машин для сельского хозяйства. Во-первых, это точное земледелие (Precision Farming), во-вторых, это цифровизация сельского хозяйства. Что касается первого, то сегодня под определение механизма точного земледелия попадает целый спектр технологий, служащих общей задаче вырастить больше сельхозпродукции с использованием меньшего количества ресурсов и снижением издержек производства.  

#### Технологии точного земледелия
В 2019 году СЕМА называла следующие технологии точного земледелия:  
- высокоточные системы позиционирования (такие как GPS и Galileo), которые сегодня являются опорной технологией для достижения точности при движении в поле;
- интеллектуальные системы наведения обеспечивают разные схемы управления (схемы наведения) в зависимости от формы поля и могут использоваться в сочетании с вышеуказанными системами. Автоматизированные системы рулевого управления, которые позволяют выполнять определенные задачи по вождению сельхозтехники, такие как автоматическое рулевое управление, следование по краям поля и перекрытие рядов[1].

Применение этих технологий повышает эффективность управления техникой. Так автоматизированные системы рулевого управления обеспечивают полный контроль над рулевым колесом, позволяя водителю снимать руки с колеса во время движения по ряду и давая возможность следить за сеялкой, опрыскивателем или другим оборудованием. Вспомогательные системы рулевого управления показывают водителям варианты перемещения в поле с помощью спутниковых навигационных систем, таких как GPS. Интеллектуальные системы наведения обеспечивают разные схемы управления (схемы наведения) в зависимости от формы поля и могут использоваться в сочетании с вышеуказанными системами.  

#### Цифровизация сельского хозяйства
Цифровизация (или цифровое сельское хозяйство) использует интеллектуальные сети и инструменты управления данными. Целью в цифровом сельском хозяйстве является использование всей доступной информации и накопленного опыта для автоматизации процессов в растениеводстве. Как говорит СЕМА, цифровое сельское хозяйство означает выход за рамки простого наличия и доступности данных и создание действенного интеллекта и значимой добавленной стоимости таких данных. Основным инструментом для цифрового сельского хозяйства является обеспечение связи (телематика) как между отдельными единицами сельхозтехники (machine2machine), так и между машиной и облачным хранилищем данных (machine2cloud), либо осуществление обмена данными между хранилищами (cloud2cloud). Развитие здесь идет по пути все более легкого, беспрепятственного и быстрого обмена информацией.